# Obraz

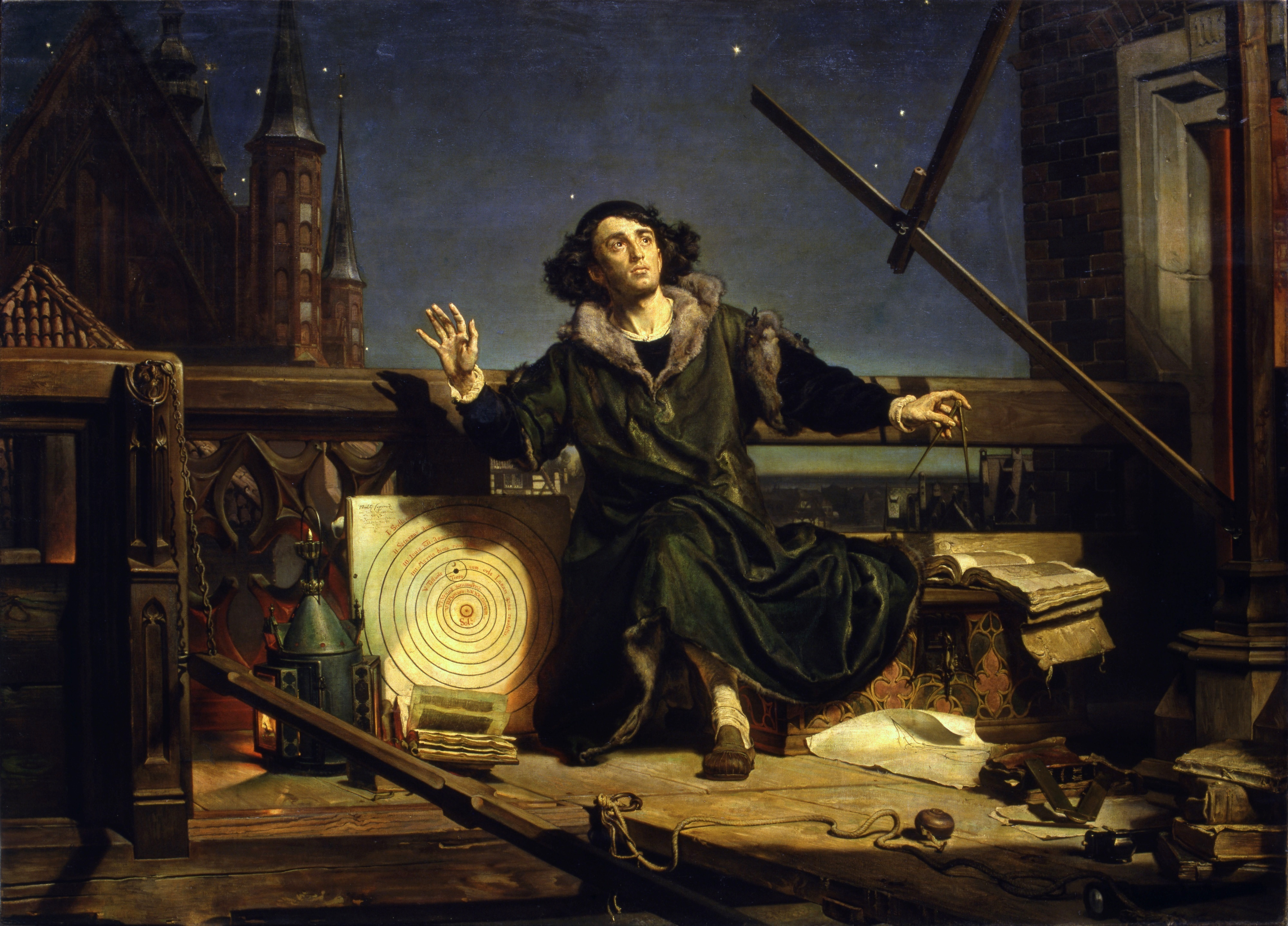
Obraz Astronom Kopernik, czyli rozmowa z Bogiem autorstwa Jana Matejki (1873)

Obraz – dzieło plastyczne przedstawiające osobę, przedmiot i tak dalej, wykonane za pomocą narzędzi piśmienniczych lub rysunkowych, farb i tym podobnych na papierze, płótnie lub desce.